# دانشگاه کشاورزی ترکمن نیازف
دانشگاه کشاورزی ترکمن نیازف (به لاتین: Turkmen Agricultural University Named after S.A. Niyazov) یک دانشگاه در ترکمنستان است که در عشق‌آباد واقع شده‌است.